# Княжинка
Княжинка (бел. Княжынка) — деревня в Гадиловичском сельсовете Рогачёвского района Гомельской области Беларуси.

## География

### Расположение
В 19 км на юго-восток от районного центра и железнодорожной станции Рогачёв (на линии Могилёв — Жлобин), 119 км от Гомеля.

### Гидрография
На востоке и западе мелиоративные каналы.

## Транспортная сеть
Транспортные связи по просёлочной, затем автомобильной дороге Рогачёв — Довск. Планировка состоит из плавно изогнутой улицы, близкой к меридиональной ориентации, застроенной двусторонне, неплотно деревянными усадьбами.

## История
Основана в начале XX века переселенцами из соседних деревень. В 1931 году жители вступили в колхоз. Во время Великой Отечественной войны в декабре 1943 года оккупанты сожгли 13 дворов. 22 жителя погибли на фронте. Согласно переписи 1959 года в составе колхоза «Советская Беларусь» (центр — деревня Гадиловичи).

## Население

### Численность
- 2004 год — 26 хозяйств, 44 жителя.

### Динамика
- 1940 год — 47 дворов, 195 жителей.
- 1959 год — 192 жителя (согласно переписи).
- 2004 год — 26 хозяйств, 44 жителя.
- 2015 год — 4 хозяйства, 11 жителей.